# Shantala
Masaje Shantala es un término acuñado por el Dr. Frédérik Leboyer, médico de origen francés. En uno de sus viajes por la India el Dr.  Leboyer observó como una joven madre daba un masaje a su niño en las calles de Calcuta. La madre en cuestión se llamaba Shantala y en honor a ella llamó a esta técnica masaje «Shantala». 

## En qué consiste
El masaje Shantala utiliza aceites o cremas especiales, pero siempre naturales. Un principio de la medicina ayurveda es no aplicarse nada en el cuerpo que no pueda ser ingerido.
El masaje Shantala es aconsejable que sea realizado a diario como una rutina, idealmente a la mañana, en ayunas, antes del baño o antes de acostar al bebe para que se relaje y descanse mejor.